# Bőszénfa
Bőszénfa is een plaats (község) en gemeente in het Hongaarse comitaat Somogy. Bőszénfa telt 606 inwoners (2001).